# Викторија (Арканзас)
Викторија (енгл. Victoria) град је у америчкој савезној држави Арканзас.

## Демографија
По попису из 2010. године број становника је 37, што је 22 (-37,3%) становника мање него 2000. године.
| Група             | 2000.      | 2010.      |
| Белци             | 58 (98,3%) | 35 (94,6%) |
| Афроамериканци    | 0 (0,0%)   | 0 (0,0%)   |
| Азијати           | 0 (0,0%)   | 0 (0,0%)   |
| Хиспаноамериканци | 1 (1,7%)   | 2 (5,4%)   |
| Укупно            | 59         | 37         |